# Mori Ōgai
Mori Ōgai est un nom japonais traditionnel ; le nom de famille (ou le nom d'école), Mori, précède donc le prénom (ou le nom d'artiste).
Pour les articles homonymes, voir Mori.
Œuvres principales
L'Intendant Sanshô
Mori Ōgai (森 鴎外) est le pseudonyme de Mori Rintarō (森 林太郎), célèbre écrivain japonais de l'ère Meiji, né le 17 février 1862, à Tsuwano, dans la préfecture de Shimane, et mort le 8 juillet 1922 à Tokyo. Auteur prolifique, il laisse de nombreuses œuvres, notamment des romans psychologiques et historiques, des traductions d'œuvres occidentales françaises, anglaises et allemandes, de la poésie, des pièces de théâtre et des essais.

## Biographie
Mori Ōgai est né à Tsuwano, dans la préfecture de Shimane au Japon en 1862 à la fin du shogunat des Tokugawa. Fils de médecin, il étudie très tôt les classiques chinois et le néerlandais. Plus tard, après la restauration de Meiji, il part apprendre l'allemand à Tokyo avant d'entrer à l’École de médecine de Tokyo en 1873 (qui devient en 1877 la faculté de médecine de l'Université de Tokyo), suivant les traces de son père. Il en profite pour compléter son éducation par la lecture d'œuvres japonaises et chinoises.
En 1884, il se rend en Allemagne en tant que boursier du ministère des Armées. Là, il travaille pendant quatre ans dans les laboratoires réputés à Berlin où il poursuit ses recherches sur la prophylaxie. En même temps, il découvre la société occidentale et ses œuvres : Sophocle, Halévy, Dante, Gerhart Hauptmann[réf. souhaitée], mais aussi la peinture et le théâtre.
En 1888, il retourne au Japon et, impressionné par son expérience, décide d'établir les bases d'une science japonaise moderne. Aussi, il crée des revues de médecine et se lance dans un débat houleux avec l'État pour son inertie politique. D'un autre côté, désireux d'introduire la littérature occidentale au Japon, il traduit et publie des auteurs tels que Calderón, Lessing, Daudet ou Hoffmann. Son activité ne s'arrête pas là puisqu'il publie Shōsetsuron (Du roman) en 1889, roman destiné à présenter les théories naturalistes d'Émile Zola. Avec des amis, il publie des recueils de « poèmes traduits » (yakushi), Omokage, 1889 (Réminiscences).
Un an plus tard, il publie sous le pseudonyme Ōgai son premier roman en langue classique : La Danseuse (Maihime), où le héros décrit sa découverte de Berlin.
Pendant la guerre sino-japonaise (1894 - 1895) et la guerre russo-japonaise (1904 - 1905), Mori Ōgai subit les conséquences d'une politique de censure. Toutefois, il ne reste pas inactif, car il en profite pour parfaire son style qui devient plus moderne, mais aussi étudie les œuvres de Clausewitz et Machiavel. En même temps, il traduit L' Improvisateur d'Andersen (sous le titre Sokkyō shijin, 1892-1901) qui connaît au Japon un grand succès. Par ailleurs, il s'interroge quant au développement de son pays, au malaise social naissant dû à la vague d'industrialisation accélérée et à la place de l'individu au sein de la société.
En 1890, il publie un nouveau journal littéraire qui s'oppose à ses idées anciennes sur le Naturalisme (au sens japonais du terme), Subaru (littéralement : Les Pléiades), puis fait paraître en langage moderne, jusqu'à 1912, de nombreux récits : Hannichi (littéralement : Demi-journée), Le Jeune Homme (Seinen), Fushinchū (littéralement : En travaux), Hanako, L'Oie sauvage (Gan). Il écrit aussi des pièces de théâtre et traduit Strindberg, Schnitzler et surtout Henrik Ibsen.

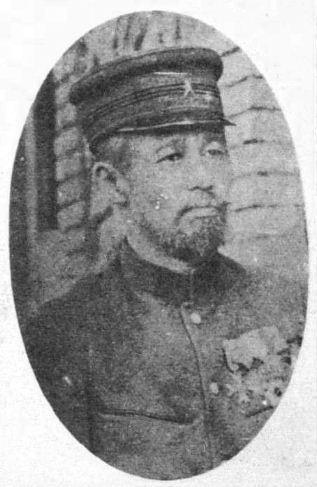
Mori Ōgai en uniforme militaire.

Toutefois, encore et toujours, Mori Ōgai est menacé par la politique de censure, car le gouvernement voit dans les idées occidentales la cause des problèmes du Japon. Les organisations socialistes naissantes sont réprimées. Mori Ōgai, dont le roman de 1909, Vita Sexualis (Wita sekusuarisu), vient d'être brutalement censuré un mois après sa publication, défend alors la liberté de pensée, en publiant en 1910 notamment Chinmoku no tō (littéralement : La Tour du silence).
À partir de 1910, les écrits de Mori Ōgai deviennent philosophiques ou historiques : Chimères (Mōsō, 1910), Ka no yō ni (littéralement : Comme si) en 1911, Le Testament d'Okitsu Yagoemon (Okitsu Yagoemon no isho, 1912), Kanzan Jittoku (1916). En parallèle, il poursuit son œuvre de traduction avec Faust, Macbeth, mais aussi Rilke et Richard Dehmel.
De 1912 à 1916, il se lance dans le récit historique, genre dans lequel il excelle comme le prouvent le roman L'Intendant Sanshô (Sanshō Dayū, 1913-1915) ou la nouvelle Le Takasebune (Takasebune, 1916). En 1916, il quitte l’armée, et devient haut fonctionnaire à l’Agence de la maison impériale en 1917 où il cumule les rôles de directeur du musée et de la bibliothèque. Dans Shibue Chūsai (1916), Isawa Ranken (1917), Hōjō Katei (1917-1918), ses trois dernières œuvres,  s'attachent au destin de trois médecins, Shibue Chūsai (1916), Isawa Ranken (1917), Hōjō Katei (1917-1918), où il met en relief l'éthique des milieux intellectuels pendant la période Edo.

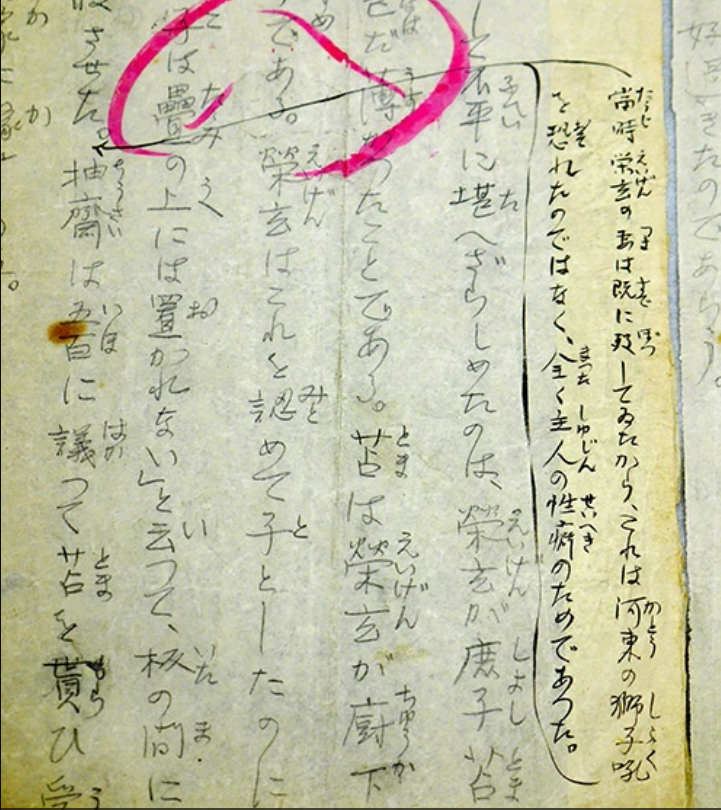
Feuillet manuscrit de “Shibue Chusai”, 1916.

Il meurt le 9 juillet 1922, à l’âge de 60 ans, des suites de la tuberculose et d'atrophie rénale.
Sa sœur cadette, Koganei Kimiko, essayiste et poétesse, était l'épouse de l'anthropologue Koganei Yoshikiyo.

## Liste des œuvres traduites en français
- 1890 : La Danseuse (舞姫), nouvelle traduite par Jean-Jacques Tschudin, Editions du Rocher (collection « Nouvelle »), 2006.
- 1909 : Vita sexualis ou L'apprentissage amoureux du professeur Kanai Shizuka (ヰタ・セクスアリス), roman traduit par Amina Okada, Gallimard (collection « Connaissance de l'Orient »), 1981 (réédition 1988).
- 1909, 1914, 1916 : Chaos (混沌), Le safran (サフラン), Une charrette vide (空車), dans Cent ans de pensée au Japon (Tome 1), essais traduits par Emmanuel Lozerand, Editions Philippe Picquier, 1996.
- 1910 : Le Jeune homme (青年), roman traduit par Élisabeth Suetsugu, Editions du Rocher (collection « Série japonaise »), 2006.
- 1910-1911 : Chimères (cinq textes : Chimères, 妄想 ; Exorcisme, Tsuina ; Hanako, 花子 ; Le serpent, 蛇 ; Cent contes, 百物語 ), traduit par Ryôji Nakamura et René de Ceccatty, Rivages poche, 2012.
- 1911 : L'Oie sauvage (雁), roman traduit par Reiko Vergnerie, POF (collection « D'Etranges Pays »), 1987 ; Cambourakis, 2014.
- 1912 : Le Testament d'Okitsu Yagoemon (興津弥五右衛門の遺書), dans Les Noix La Mouche Le Citron et dix autres récits de l'époque Taishô, nouvelle traduite par Jacqueline Pigeot, Le Calligraphe-Picquier, 1986 (réédition Philippe Picquier, 1991) ; Anthologie de nouvelles japonaises Tome I - 1910-1926 Les Noix La Mouche Le Citron, Picquier Poche, 1999.
- 1913-1915 : Vengeance sur la plaine du temple Goji-in et autres récits historiques (cinq textes : Vengeance sur la plaine du temple Goji-in, Gojin-ga-hara no katakiuchi ; Madame Yasui, 安井夫人 ; Yu Xuanji, Gyo Genki ; Les Petits Vieux, じいさんばあさん ; Les Derniers Mots, 最後の一句), traduit par Emmanuel Lozerand, Les Belles Lettres, 2008.
- 1914 : L'Incident de Sakai (堺事件), dans Anthologie de nouvelles japonaises contemporaines (Tome I), nouvelle traduite par Jean Cholley, Gallimard (collection « Du monde entier »), 1986.
- 1915 et 1913 : L'Intendant Sanshô (山椒大夫), suivi de Le Clan Abe (阿部一族), nouvelles traduites par Corinne Atlan, Editions Philippe Picquier, 1990.
- 1916 : Le Takasebune (高瀬舟), dans Japon et Extrême-Orient n°11-12 (p. 293-309), traduit par Moïse Haguenauer, novembre-décembre 1924 (repris dans Etudes choisies de Charles Haguenauer - Volume II : Japon - Etudes de religion, d'histoire et de littérature (p. 386-402), E. J. Brill, 1977).

## Adaptations cinématographiques
- 1930 : Takasebune (高瀬舟?), film japonais réalisé par Yasaku Busshōji, adaptation de la nouvelle Le Takasebune
- 1938 : La Chute des Abe (阿部一族, Abe ichizoku?) réalisé par Hisatora Kumagai, adaptation de la nouvelle Le Clan Abe
- 1953 : L'Oie sauvage (雁, Gan?), film japonais réalisé par Shirō Toyoda, adaptation du roman L'Oie sauvage, avec Hideko Takamine, Hiroshi Akutagawa et Eijirō Tōno
- 1954 : L'Intendant Sansho (山椒大夫, Sanshō dayū?), film japonais réalisé par Kenji Mizoguchi, adaptation du roman homonyme, avec Kinuyo Tanaka, Kyōko Kagawa et Eitarō Shindō
- 1966 : Gan (雁?), film japonais réalisé par Kazuo Ikehiro, avec Ayako Wakao
- 1988 : Takasebune (高瀬舟?), film japonais réalisé par Eiichi Kudō
- 1989 : Maihime (舞姫?), film japonais réalisé par Masahiro Shinoda, adaptation de La Danseuse, avec Hiromi Go
- 1995 : Abe Clan (阿部一族, Abe Ichizoku?), téléfilm de Kinji Fukasaku
- 2004 : Nonki na neesan (のんきな姉さん?), film japonais réalisé par Kei Shichiri

## Culture populaire

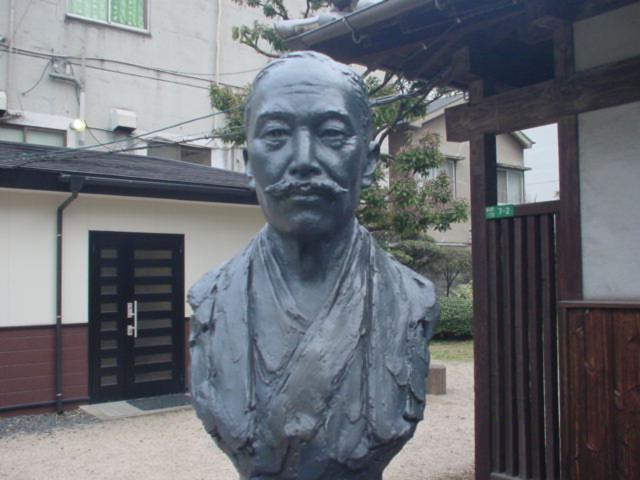
Buste de Mori Ōgai à son ancien domicile.

Mori Ogaï est le personnage principal du 3e volume de la saga Au temps de Botchan, manga de Jiro Taniguchi sur un scénario de Natsuo Sekikawa (ja) (Édition du Seuil). Ce manga retrace la naissance d'un nouveau Japon sur les cendres de l'ère Meiji au travers de la vie des intellectuels de cette époque : Natsume Soseki (vol 1 & 5), Takuboku Ishikawa (vol 2), Mori Ogaï (vol 3) et Shusui Kotoku (vol 4) entre autres.
Dans le seinen manga Bungo Stray Dogs, Mori Ögai est le nom du patron de la mafia portuaire. Cette série nomme en effet ses personnages principaux d'après des écrivains célèbres, comme Francis Scott Fitzgerald, Osamu Dazai, Fyodor Dostoïevski, Nikolai Gogol ou Mark Twain.